# Rastroganathidae
Rastroganathidae är en familj av djur. Rastroganathidae ingår i ordningen Bursovaginoidea, fylumet käkmaskar och riket djur.
Familjen innehåller bara släktet Rastrognathia.